# Bjelajci (Bosanska Dubica, BiH)
Bjelajci je naseljeno mjesto u sastavu općine Bosanska Dubica, Republika Srpska, BiH.

## Stanovništvo
| Bjelajci           |              |
| godina popisa      | 1991.        |
| Srbi               | 167 (73,57%) |
| Hrvati             | 0            |
| Muslimani          | 0            |
| Jugoslaveni        | 24 (10,57%)  |
| ostali i nepoznato | 36 (15,86%)  |
| ukupno             | 227          |